# Boog van Constantijn
De Boog van Constantijn is een antieke triomfboog in Rome.
De boog werd opgericht ter herinnering aan de overwinning van Constantijn de Grote op de usurpator Maxentius tijdens de slag bij de Milvische brug in 312 na Christus. Het 21 meter hoge monument is gemaakt van marmer en baksteen, en werd voltooid in 315. Keizer Constantijn vierde hiermee zijn eerste decennium als heerser.
De boog met drie doorgangen die grotendeels door Maxentius voltooid werd, is gebouwd naar het voorbeeld van de honderd jaar oudere Boog van Septimius Severus op het Forum Romanum. De Boog van Constantijn is gebouwd over de Via Triumphalis, de weg waarover de keizers vroeger tijdens hun triomftocht naar de Capitolijn trokken. Vanuit het zuiden naderend, rijst rechts achter de boog het Colosseum en links de door Maxentius herstelde Tempel van Venus en Roma op.

## Iconografischeverklaring

Datering van de reliëfs op de boog van Constantijn

Voor de boog zijn delen van oudere monumenten uit Rome gebruikt. Zo komen de reliëfs en beelden uit tempels van Trajanus, Hadrianus en Marcus Aurelius. Doordat de boog grotendeels afgewerkt was door Constantijns voorganger, werd de keuze van decoratieve elementen ook door Maxentius reeds gemaakt.

De toevoegingen van Constantijn komen neer op de reliëfs van Trajanus op de zijkanten en de wanden van de middelste doorgang. Daarbij verving hij de koppen van de afgebeelde keizers door die van hemzelf en zijn vader Constantius. Verder bracht hij een zestal smalle friezen aan, voorstellende de roemrijke overwinning op Maxentius in verschillende taferelen: het vertrek van Constantijns leger uit Milaan, het beleg van Verona, de slag bij de Milvische Brug, de triomfantelijke intocht in Rome, de toespraak op het Forum en de uitdeling aan het volk in het Circus Maximus. De paar reliëfs die in Constantijns tijd gemaakt zijn, zijn niet van hoge kwaliteit. Dit duidt erop dat na vele jaren van oorlog en politieke instabiliteit de kunstenaars hun vak enigszins waren verleerd, dan wel dat Constantijn zich graag op één lijn liet stellen met zijn illustere voorgangers. De stijl van deze friezen is niet naturalistisch maar idealiserend of klassiek weergeven, m.a.w. in een gedrongen frontale opstelling voorzien van harde contrasterende kleuren.
De boog was bekroond met een nu verloren gegaan bronzen vierspan met Constantijn in de wagen als evenbeeld van de Zonnegod. De inscriptie aan beide zijden boven de hoogste doorgang was uiteraard nieuw.

Tijdens de middeleeuwen werd de triomfboog opgenomen in een fort, waardoor deze bewaard bleef. De boog werd in de 18e eeuw voor het eerst weer in haar oude staat hersteld.

## Centrale inscriptie boven de hoogste boog

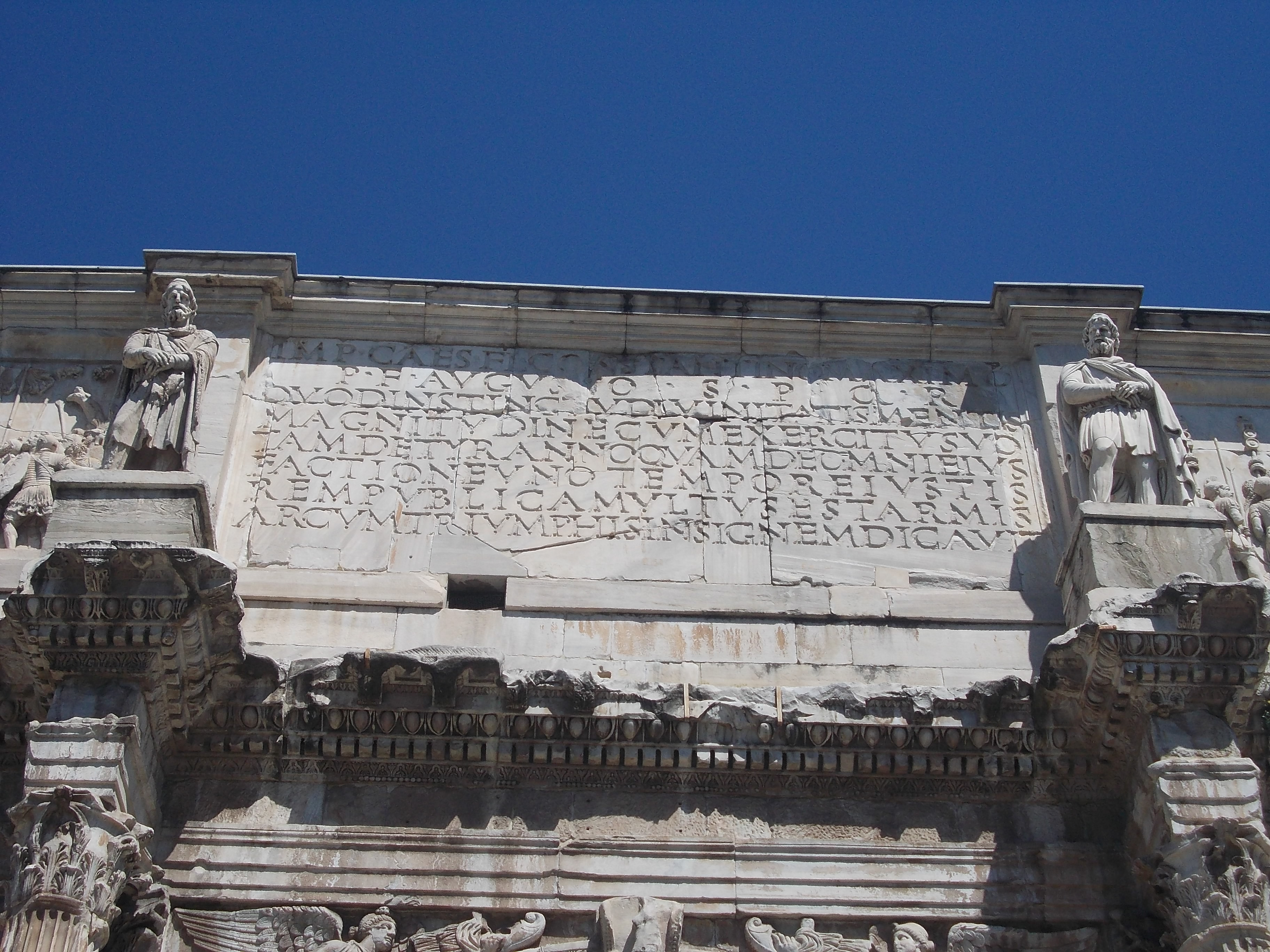
Centraal aangebrachte inscriptie

De centrale inscriptie, aangebracht aan beide zijden boven de hoofddoorgang, is de belangrijkste tekst: 
IMPERATORI CAESARI FLAVIO CONSTANTINO MAXIMO
PIO FELICI AVGVSTO SENATVS POPVLVSQVE ROMANVS
QVOD INSTINCTV DIVINITATIS MENTIS
MAGNITVDINE CVM EXERCITV SVO
TAM DE TYRANNO QVAM DE OMNI EIVS
FACTIONE VNO TEMPORE IVSTIS
REMPVBLICAM VLTVS EST ARMIS
ARCVM TRIVMPHIS INSIGNEM DICAVIT
De vertaling luidt:
Aan keizer Caesar Flavius Constantijn, de grootste
vrome en gelukkige Augustus hebben Senaat en Volk van Rome,
omdat hij door goddelijke inspiratie en zijn grote
geest met zijn leger in een rechtvaardige strijd
de staat zowel van een tiran
als van al zijn aanhangers
in één keer heeft bevrijd,
deze boog versierd met triomfen gewijd.
De zin aangezet door de Godheid kreeg de meeste aandacht. Het is een impliciete verwijzing naar de christelijke inspiratie van keizer Constantijn. De overwonnen usurpator Maxentius wordt er ook neergezet als een tiran, een bedenkelijke titel die vanaf dan alle gewelddadig ten val gebrachte keizers krijgen aangemeten.

## Nawerking
Het bouwen van een triomfboog na een militaire overwinning of een ander historisch feit, vond nadien veel navolging. Onder meer met de Arc de Triomphe te Parijs, de Brandenburger Tor in Berlijn en de triomfboog in het Jubelpark in Brussel.